# Les Eucalyptus
Les Eucalyptus è un comune dell'Algeria, situato nella provincia di Algeri.